# Mazamet
Mazamet (en occitano Masamet) es una ciudad y comuna francesa situada en el departamento de Tarn, en la región de Mediodía-Pirineos.

## Geografía
Mazamet está situada en la Montaña Negra, cruzada por el Arnette y Thoré, dos pequeño subafluente del Agout.

## Economía
Mazamet es una ciudad industrial, la comuna cuenta con diversas colonias textiles aprovechando los afluentes de los ríos. Varios establecimientos están empleados en la industria hiladora y en la fabricación de pieles de cisnes y franelas. Además, en la vestimenta de soldados y en la calcetería. Cuenta con importantes trabajos de curtiduría y cuero, de guantes y de colorantes. Gran cantidad de pieles curtidas son exportadas a Argentina, Australia, Uruguay, Nueva Zelanda, y Sudáfrica (Colonia del Cabo).

## Demografía
| 5 474 | 5 474 | 6 055 | 6 101 | 8 584 | 8 151 | 9 662 | 9 894 | 10 368 | 10 924 | 12 864 | 13 968 | 14 168 | 14 429 | 14 666 | 14 361 | 13 712 | 13 978 | 14 386 | 14 764 | 13 748 | 14 615 | 15 428 | 15 447 | 15 083 | 17 070 | 17 251 | 16 171 | 14 440 | 12 840 | 11 481 | 10 544 | 10 055 |
| Para los censos de 1962 a 1999 la población legal corresponde a la población sin duplicidades (Fuente: INSEE [Consultar]) |       |       |       |       |       |       |       |        |        |        |        |        |        |        |        |        |        |        |        |        |        |        |        |        |        |        |        |        |        |        |        |        |

A la vista de esta tabla se observa una caída importante de la población, que no obstante debe matizarse.
Muchos Mazamétains, con el boom de la construcción en los años 70, se instalaron en el entorno inmediato de la ciudad, con lo que cambiaron de municipio.
Por ejemplo, Aussillon, la vecina de Mazamet, cuenta hoy con algo más de 7000 habitantes, pero tenía 8200 en 1982.
De hecho las grandes beneficiarias de este « éxodo » son las comunas de Aiguefonde, Pont-de-Larn, Bout-du-Pont-de-Larn y Payrin-Augmontel, que rodean, con Aussillon, la ciudad de Mazamet.

## Tour de Francia
Mazamet fue el comienzo de la Etapa 14 en el Tour de Francia 2007.